# Michael Stuckmann
Michael Stuckmann (Bochum, 1979. szeptember 1. –) német labdarúgóhátvéd.